# L'Art de la joie (album)
Pour les articles homonymes, voir L'Art de la joie.
Albums de La Ruda Salska
Le Prix du silence En concert
L'Art de la Joie est le deuxième album de La Ruda Salska, sorti au printemps 1999 et réédité en 2005 avec le titre inédit Gangster man.

## Liste des chansons
1. Le Bruit du bang
2. Selon
3. Que le bon l'emporte
4. Rien venir
5. Tant d'argent dans le monde
6. Du Rififi chez les branques
7. L'Affut du ramdam
8. Numéro 23
9. Le Gauche
10. L'Art de la joie
11. L'École des sous sols
12. Anathème
13. Barton killer
14. Gangster Man (titre inédit rajouté lors de la réédition de l'album en 2005)